# 田中福一郎
田中 福一郎（たなか ふくいちろう）は、日本の外交官。駐フィンランド公使、駐ウィーン国際連合宇宙局法務部会政府代表を経て、創価大学大学院客員教授。

## 人物・経歴
東京都出身。1981年外務公務員採用上級試験（国家公務員採用上級職）合格。1982年創価大学大学院法学博士前期課程修了、外務省入省。1985年英国ケンブリッジ大学大学院より国際法学修士号の学位記を授与される。
1998年駐ニューヨーク日本国総領事館総務部長兼政務部長、2001年外務省中東第二課地域調整官（兼中東第一課）、2002年外務大臣官房在外公館課企画官、
2003年国際協力銀行国際金融第二部次長、2005年大阪府企画調整部国際交流監（部長級）、国連大学グローバルフォーラム神戸淡路セッション実行委員、
2007年駐フィンランド日本国大使館公使、第133代外務大臣表彰受賞、2009年国立研究開発法人宇宙航空研究開発機構国際部参事、
2012年内閣府大臣官房参事官、国立公文書館アジア歴史資料センター次長、
2015年駐ウィーン国際機関日本政府代表部総括公使、国際連合宇宙局法務部会政府代表、国際連合安全保障局宇宙科学委員会政府代表、ハーグ弾道ミサイル不拡散行動規範準備部会政府代表、ワッセナー国際武器汎用技術輸出監理一般部会政府代表。2019年民間都市開発推進機構都市研究センター主任研究員。
2020年外務大臣官房審査調整官、外務省国際情報統括官組織国際情報研究官。
2021年創価大学大学院客員教授、東京通信大学平和学講師。2022年日本軍縮学会会員（同年6月理事会承認)。2024年一般財団法人石橋湛山記念研究学会オウディット会員（https://ishibashi-mf.org/）、国際ユネスコ無形文化遺産俳壇推進協会会員、国際アジア共同体学会会員（同年秋季理事会承認 https://isac-asia.com/%e5%ad%a6%e4%bc%9a%e4%bc%9a%e5%89%87/ )。
2025年俳壇「佳作賞」小澤實日本俳人協会常務理事撰(NHK俳壇-角川俳壇選者)公明新聞日曜版2025年1月26日付(https://digital.komei-shimbun.jp/ex-keyword/haiku/0578202501260601)。

## 著作

### 論文
- 研究者プロフィール Research Map
- CiNii CiNii>論文一覧 田中福一郎
- 学位論文 田中福一郎 憲法学学術修士論文 - Research Map CiNii
- 国立国会図書館サーチ学術論文 https://ndlsearch.ndl.go.jp/search?cs=bib&keyword=%E7%94%B0%E4%B8%AD%E7%A6%8F%E4%B8%80%E9%83%8E&f-ht=ndl&f-mt=dtbook&f-mt=magazine&f-mt=newspaper&f-mt=jbook&f-mt=dissertation&f-mt=map&f-mt=score&f-mt=web&f-mt=dbook&f-mt=ddoc&f-mt=video&f-mt=audio&f-mt=tech&f-mt=other&f-mt=article